# کانر ترینی‌یر
کانر ترینی‌یر (به انگلیسی: Connor Trinneer) (زاده ۱۹ مارس ۱۹۶۹) بازیگر آمریکایی است.
از فیلم‌هایی که وی در آن نقش داشته است می‌توان به پاکسازی ، ساخت آمریکا و ادیسه آمریکایی اشاره کرد.